# So Bad (песня StayC)
«So Bad» (стилизуется маюскульным письмом) — песня, записанная южнокорейской гёрл-группой StayC для их дебютного синглового альбома. Была выпущена 12 ноября 2020 года лейблом High Up Entertainment для цифровой загрузки и стриминга.

## Композиция
Авторами песни стали Black Eyed Pilseung (дуэт, основавший коллектив) и Чжон Гун. Лирически композиция говорит о чувстве влюблённости и надежде, что человек, который понравился, примет его. Песня написана в тональности соль минор с темпом 169 ударов в минуту и продолжительностью в 3 минуты 32 секунды.

## Музыкальное видео
Видеоклип был опубликован одновременно с релизом мини-альбома, и за первые сутки собрал 2,34 миллиона просмотров, что стало 15 лучшим результатом среди дебютных корейских клипов.

## Промоушен
«So Bad» была представлена на таких музыкальных шоу, как Music Bank, Inkigayo, The Show и Show Champion.

## Список треков
Потоковый и стриминг
1. "So Bad" – 3:32

Стриминг (Tak Remix)
1. "So Bad (Tak Remix)" – 3:25

## Чарты
| Чарт (2020)                                | Высшая позиция |
| ------------------------------------------ | -------------- |
| Республика Корея (Gaon Download Chart)     | 159            |
| Республика Корея (K-pop Hot 100)           | 82             |
| США (World Digital Song Sales) (Billboard) | 21             |